# Viêm động mạch Takayasu
Viêm động mạch Takayasu (hay còn gọi là "hội chứng cung động mạch chủ", và "bệnh không mạch"  :841 là một hình thức tạo u hạt viêm mạch ở các động mạch lớn với hàng loạt xơ nội mạc và việc hẹp mạch máu, phổ biến nhất ảnh hưởng thường xuyên đến phụ nữ trẻ hoặc trung niên gốc châu Á, mặc dù bất cứ ai cũng có thể bị ảnh hưởng. Nó chủ yếu ảnh hưởng đến động mạch chủ (mạch máu chính rời khỏi tim) và các nhánh của nó, cũng như các động mạch phổi. Nữ giới có khả năng bị ảnh hưởng gấp 8 lần 9 lần so với nam giới.
Những người mắc bệnh thường nhận thấy các triệu chứng từ 15 đến 30 tuổi. Trong thế giới phương Tây, xơ vữa động mạch là nguyên nhân thường gặp hơn gây tắc nghẽn mạch máu động mạch chủ so với viêm động mạch của Takayasu. Viêm động mạch của Takayasu tương tự như các dạng viêm mạch khác, bao gồm cả viêm động mạch tế bào khổng lồ thường ảnh hưởng đến người già. Do sự tắc nghẽn của các nhánh chính của động mạch chủ, bao gồm cả động mạch cảnh chung bên trái, thân động mạch cánh tay đầu và động mạch dưới đòn trái, viêm động mạch Takayasu có thể xuất hiện dưới dạng các chi trên không đập kiểm tra thể chất) có thể là lý do tại sao nó cũng thường được gọi là "bệnh không xung". Sự tham gia của các động mạch thận có thể dẫn đến một biểu hiện tăng huyết áp do hẹp động mạch thận.

## Dấu hiệu và triệu chứng
Một số người phát triển một "giai đoạn viêm" ban đầu được đặc trưng bởi bệnh toàn thân với các dấu hiệu và triệu chứng khó chịu, sốt, đổ mồ hôi đêm, giảm cân, đau khớp, mệt mỏi và ngất xỉu. Ngất xỉu có thể là kết quả của hội chứng ăn cắp subclavian hoặc mẫn cảm xoang động mạch cảnh. Cũng thường có thiếu máu và tăng rõ rệt ESR hoặc protein C phản ứng (dấu hiệu không đặc hiệu của viêm). "Giai đoạn viêm" ban đầu thường được theo sau là "giai đoạn vô mạch" thứ cấp. Các "giai đoạn vô mạch" được đặc trưng bởi suy mạch từ nội mạc thu hẹp các mạch máu biểu hiện như cánh tay hoặc chân đau cách hồi, hẹp động mạch thận gây ra tăng huyết áp, và các biểu hiện thần kinh do giảm lưu lượng máu đến não.
Đáng chú ý là chức năng của hẹp động mạch thận trong nguyên nhân gây ra huyết áp cao: Thông thường thận được tưới máu tạo ra một lượng tương ứng của một chất gọi là renin. Hẹp động mạch thận gây ra giảm việc tưới máu (giảm lưu lượng máu) của bộ máy juxtaglomeular, dẫn đến bài tiết renin quá mức, và nồng độ aldosterone trong máu cao, cuối cùng dẫn đến giữ nước và muối và huyết áp cao. Các triệu chứng thần kinh của bệnh thay đổi tùy theo mức độ; bản chất của tắc nghẽn mạch máu; và có thể dao động từ chóng mặt đến co giật (trong trường hợp nghiêm trọng). Một đặc điểm hiếm gặp, quan trọng của bệnh viêm động mạch Takayasu là liên quan đến mắt ở dạng khiếm khuyết trường thị giác, giảm thị lực hoặc xuất huyết võng mạc. Một số người bị viêm động mạch Takayasu có thể chỉ xuất hiện với những thay đổi mạch máu muộn, mà không có bệnh hệ thống trước đó. Ở giai đoạn muộn, sự yếu kém của các thành động mạch có thể làm phát sinh chứng phình động mạch cục bộ. Như với tất cả các chứng phình động mạch, khả năng vỡ và chảy máu mạch máu là tồn tại và cần phải theo dõi. Theo quan điểm của quá trình mãn tính và phát triển tài sản thế chấp tốt, hiện tượng Raynaud hoặc hoại thư  là rất hiếm trong viêm động mạch Takayasu. Một biến chứng hiếm gặp của tình trạng này là phình động mạch vành.